# Distretto di Collo
Il distretto di Collo è un distretto della Provincia di Skikda, in Algeria.

## Comuni
Il distretto di Collo comprende 3 comuni:
- Collo
- Beni Zid
- Cheraia